# تنغ شاه (نرغسان)
تنغ شاه (بالفارسية: تنگ شاه) هي منطقة سكنية تقع في إيران في قسم نرغسان الریفي. يقدر عدد سكانها بـ 390 نسمة بحسب إحصاء 2016.